# Spoorlijn Aiffres - Ruffec
De spoorlijn Aiffres - Ruffec is een gedeeltelijk opgebroken Franse spoorlijn van Aiffres naar Ruffec. De volledige lijn was 75,6 km lang en heeft als lijnnummer 578 000.

## Geschiedenis
De lijn werd geopend door de Administration des chemins de fer de l'État op 23 februari 1885. 
Reizigersverkeer werd opgeheven op 2 oktober 1938. Goederenvervoer tussen Chef-Boutonne en Paizet-Naudouin werd opgeheven in 1947, tussen Paizet-Naudouin en Ruffec op 1 december 1954, tussen Melle en Chef-Boutonne op 22 mei 1977 en tussen Prahecq en Melle op 27 januari 1991. Sindsdien is alleen het gedeelte tussen Aiffres en Prahecq in gebruik voor goederenvervoer.

## Aansluitingen
In de volgende plaatsen is of was er een aansluiting op de volgende spoorlijnen:
Aiffres
RFN 500 000, spoorlijn tussen Chartres en Bordeaux-Sain-Jean
Ruffec
RFN 570 000, spoorlijn tussen Paris-Austerlitz en Bordeaux-Sain-Jean
RFN 609 000, spoorlijn tussen Ruffec en Roumazières-Loubert